# Stubičke Toplice
Stubičke Toplice es un municipio de Croacia en el condado de Krapina-Zagorje.

## Geografía
Se encuentra a una altitud de 176 m s. n. m. a 44,9 km de la capital nacional, Zagreb.

## Demografía
En el censo 2011, el total de población del municipio fue de 2 898 habitantes, distribuidos en las siguientes localidades:
- Pila - 176
- Sljeme - 22
- Strmec Stubički - 798
- Stubičke Toplice -  1 843